# Gildurivier
De Gildurivier (Gildujåkka / Gildujohka) is een beek die stroomt in de Zweedse gemeente Kiruna. De beek ontvangt haar water van berghellingen, stroomt naar het noorden weg en is circa 10 kilometer lang. Onderweg stroomt ze door het moeras Gilduvuopmi.
Afwatering: Gildurivier → Lainiorivier → Torne → Botnische Golf